# Dříteč
Dříteč (en allemand : Dritsch) est une commune du district et de la région de Pardubice, en République tchèque. Sa population s'élevait à 650 habitants en 2024.

## Géographie
Dříteč se trouve à 9 km au nord-nord-est du centre de Pardubice, à 12 km au sud de Hradec Králové et à 98 km à l'est de Prague.
La commune est limitée par Bukovina nad Labem au nord, par Újezd u Sezemic et Rokytno à l'est, par Sezemice et Němčice au sud, et par Hrobice à l'ouest.

## Histoire
La première mention écrite du village date de 1229.

## Transports
Par la route, Dříteč se trouve à 10 km de Pardubice, à 14 km de Hradec Králové et à 121 km de Prague. 